# AMG-1030
AMG-1030 é uma rodovia brasileira do estado de Minas Gerais, localizada no município de Baependi. A rodovia, que é pavimentada e tem 4 km de extensão, liga a BR-267 à sede do município e integra o Circuito das Águas.